# Alfreton

civil parish w Derbyshire

Alfreton – miasto i civil parish w Wielkiej Brytanii, w Anglii, w regionie East Midlands, w hrabstwie Derbyshire, w dystrykcie Amber Valley. Leży 12,1 km od miasta Matlock, 20,6 km od miasta Derby i 197,1 km od Londynu. W 2001 roku miasto liczyło 22 302 mieszkańców. W 2011 roku civil parish liczyła 7971 mieszkańców. Alfreton jest wspomniana w Domesday Book (1086) jako Elstretune.
W mieście ma swoją siedzibę klub piłkarski - Alfreton Town F.C.